# Desmoclystia rubecula
Desmoclystia rubecula är en fjärilsart som beskrevs av W. Warren 1906. Desmoclystia rubecula ingår i släktet Desmoclystia och familjen mätare. Inga underarter finns listade i Catalogue of Life.